# 孤高之人
《孤高之人》（孤高の人）是一部日本漫畫，由坂本真一、鍋田吉郎（前兩卷）和高野洋（第2-4卷）創作，改編自新田次郎1973年小說《孤高之人》。《孤高之人》最初於2007年11月至2012年10月在集英社的青年漫畫雜誌《週刊Young Jump》上連載，收錄在17捲單行本。該片已獲得 Viz Media 授權在北美發行英文版。台灣中文版由尖端出版社代理。
《孤高之人》講述單人登山家森文太郎的故事，部分根據登山家加藤文太郎經歷改編，他在轉學到一所新的高中後開始接觸運動攀岩，後來將自己的一生奉獻給職業登山運動，並以攀登喬戈里峰東壁為目標。
2010年，《孤高之人》獲得第14屆日本新媒體動漫藝術節優秀獎。